# Eois restrictata
Eois restrictata är en fjärilsart som beskrevs av W. Warren 1901. Eois restrictata ingår i släktet Eois och familjen mätare. Inga underarter finns listade i Catalogue of Life.